# ネピドー連邦領
ネピドー連邦領（ネピドーれんぽうりょう、ビルマ語: နေပြည်တော် ပြည်တောင်စုနယ်မြေ）は、ミャンマーの行政区画である。
連邦領は首都のネピドーを囲み、マンダレー地方域に囲まれる。

## 行政
ネピドー連邦領は大統領が直接統治する。日々の業務は大統領の代わりにネピドー会議が行う。議長及び議員は大統領が指名し、文民と軍人の両方を含む。
2011年3月30日、テイン・セイン大統領がThein Nyunt議長と9人の議員を指名した。